# Camanongue
Camanongue (fins 1975 Vila do Buçaco) és un municipi de la província de Moxico. Té una extensió de 2.783 km² i 32.587 habitants. Comprèn la comuna de Camanongue. Limita al nord amb el municipi de Dala, a l'est amb el municipi de Lumeje, al sud amb el municipi de Léua, i a l'oest amb el municipi de Moxico.